# Cephalophus spadix
O Duiker-de-Abbott ou cabrito-de-Abbot (Cephalophus spadix) é um pequeno antílope restrito à Tanzânia.